# Банк розвитку БРІКС
Новий банк розвитку (NDB / НБР), який раніше називався Банком розвитку БРІКС, є багатостороннім банком розвитку, заснованим державами БРІКС (Бразилія, Росія, Індія, Китай і Південна Африка). Згідно з Угодою про НБР, «Банк підтримує державні або приватні проекти за допомогою позик, гарантій, участі в капіталі та інших фінансових інструментів». Крім того, НБР «співпрацює з міжнародними організаціями та іншими фінансовими установами та надає технічну допомогу для проекти, які будуть підтримані Банком».
Початковий статутний капітал банку становить 100 мільярдів доларів, розділених на 1 мільйон акцій номінальною вартістю 100 000 доларів кожна. Початковий підписаний капітал НБР становить 50 мільярдів доларів, розділених на оплачені акції (10 мільярдів доларів) і акції з відкликанням (40 мільярдів доларів). Початковий підписний капітал банку був порівну розподілений між засновниками (Бразилія, Росія, Індія, Китай, ПАР). Угода про НБР визначає, що кожен член матиме один голос і що жоден член не матиме права вето.
Штаб-квартира банку знаходиться в Шанхаї, Китай. Перший регіональний офіс НБР знаходиться в Йоганнесбурзі, Південна Африка. Другий регіональний офіс було відкрито в 2019 році в Сан-Паулу, Бразилія, за ним GIFT City, Індія, і Москва, Росія.

## Історія
Ідея створення банку була запропонована Індією на 4-му саміті БРІКС у 2012 році в Делі. Головною темою зустрічі стало створення нового банку розвитку. Лідери БРІКС погодилися створити банк розвитку на 5-му саміті БРІКС, який відбувся в Дурбані, Південна Африка, 27 березня 2013 року.
15 липня 2014 року, у перший день 6-го саміту БРІКС, що проходив у Форталезі, Бразилія, країни БРІКС підписали Угоду про Новий банк розвитку, яка передбачає правову основу банку. В окремій угоді країни БРІКС створили пул резервних валют на 100 мільярдів доларів.
11 травня 2015 року Президентом банку призначено Камата К. В.
7-й саміт БРІКС у липні 2015 року ознаменував набуття чинності Угоди про новий банк розвитку.
27 лютого 2016 року НБР підписав Угоду про штаб-квартиру з урядом КНР і Меморандум про взаєморозуміння з муніципальним народним урядом Шанхая щодо домовленостей щодо штаб-квартири банку в Шанхаї.
За даними банку, більшість політик і процедур НБР для всіх функціональних напрямків були схвалені на засіданні Ради директорів у січні 2016 року.
19 липня 2016 року НБР повідомив, що він успішно випустив першу зелену фінансову облігацію банку з розміром емісії 3 мільярди юанів, строком на 5 років на ринку міжбанківських облігацій Китаю.

20 липня 2016 року в Шанхаї відбулося перше щорічне засідання Ради керуючих НБР. Учасники зустрічі обговорили подальшу роботу та розвиток банку та дали позитивну оцінку роботі банку. На зустрічі перший випуск зелених фінансових облігацій у юанях було відзначено як знаменну подію для НБР.

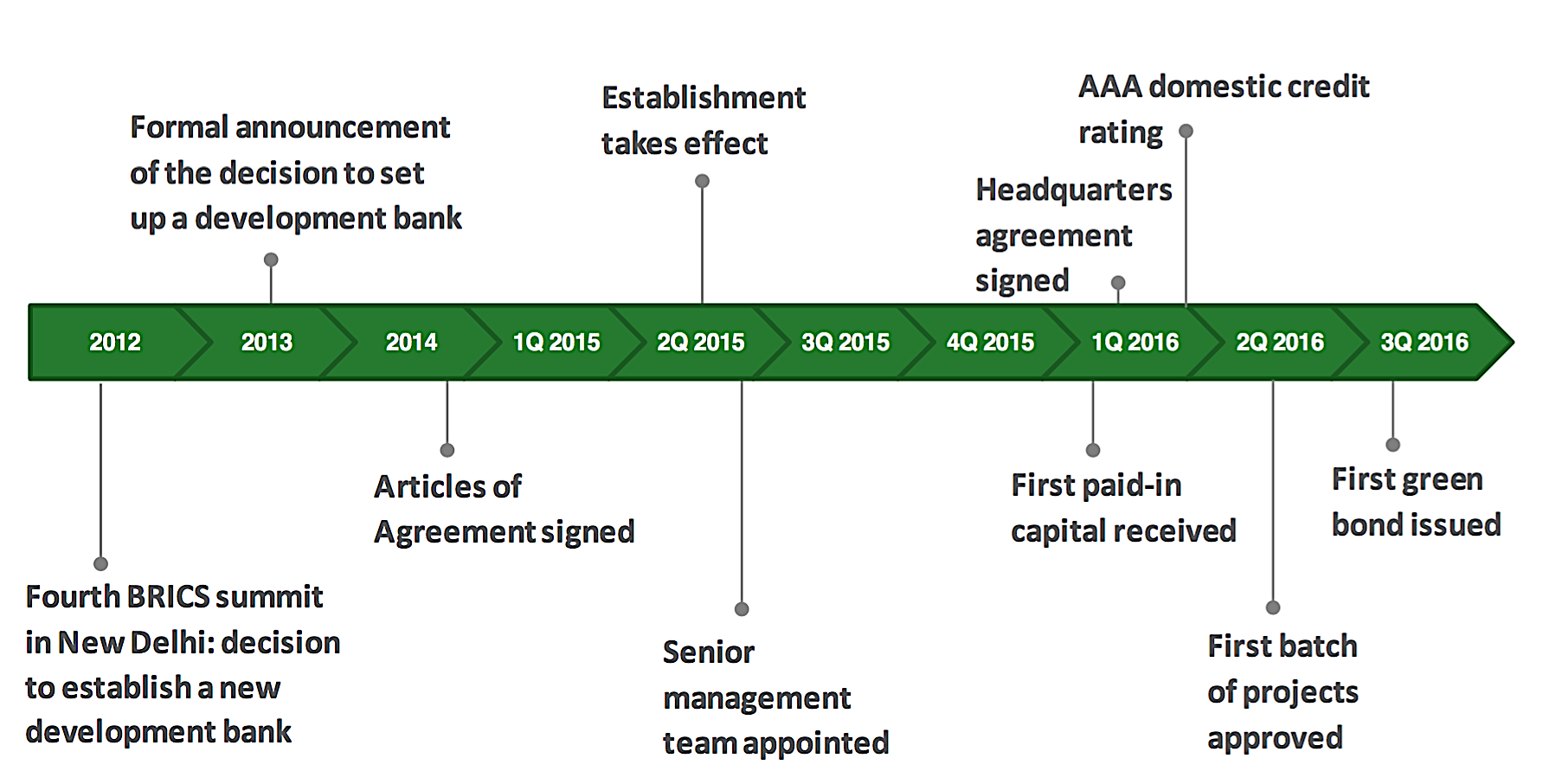
Віхи створення НБР

У 2016 році Рада директорів НБР затвердила перший пакет проектів у всіх членах банку.
21 грудня 2016 року НБР підписав свою першу кредитну угоду.
НБР отримав кредитні рейтинги AA+ від S&P Global Ratings (S&P) і Fitch Ratings (Fitch) у серпні 2018 року, що дозволяє банку пропонувати повний набір фінансових продуктів своїм клієнтам у державному та приватному секторах.
Станом на березень 2019 року банк оголосив про надання кредитів на суму до 40 мільярдів доларів до 2022 року в Південній Африці.
У квітні 2020 року Новий банк розвитку заснував фонд екстреної допомоги, який мав на меті фінансувати витрати, пов'язані з боротьбою з коронавірусом, і пом'якшити удар від економічного впливу. На додаток до виділення 5 мільярдів доларів США на цю справу, НБР планував надати до 10 мільярдів доларів.
У березні 2022 року НБР оголосив, що «надійні банківські принципи» вимагають призупинити всі нові операції з Росією. Незважаючи на те, що НБР швидко розірвав зв'язки з Росією, Fitch Ratings все одно знизило рейтинг НБР зі стабільного до негативного за шкалою довгострокового дефолту емітента.
У травні 2022 року Новий банк розвитку відкрив регіональний офіс в Індії в штаті Гуджарат з метою фінансування та спостереження за інфраструктурними проектами в Індії та Бангладеш.
У травні 2023 року Саудівська Аравія висловила намір приєднатися до НБР.

## Структура та цілі

### Корпоративне управління
Відповідно до Статуту головними органами банку є:
- Рада керуючих
- Рада директорів
- Президент і віце-президенти

Інформація про склад Ради керуючих НБР доступна на офіційному сайті банку.
Президент НБР обирається на ротаційній основі з одного із членів-засновників, і є чотири віце-президенти від кожного з чотирьох інших членів-засновників.
KV Kamath з Індії є першим обраним президентом НБР. З 7 липня 2020 року на посаді президента його змінив Маркос Прадо Тройхо з Бразилії. 27 травня 2020 року Маркос Тройхо був обраний президентом Нового банку розвитку. Після виборів Луїса Інасіу Лула да Сілва бразильський уряд вимагав його віставки, після чого його замінила Ділма Русефф до 24 березня 2023 року.

### Капітал
Новий банк розвитку має початковий підписаний капітал у 50 мільярдів доларів США та початковий статутний капітал у 100 мільярдів доларів США. Початковий підписний капітал порівну розподіляється між засновниками. Виплата суми, спочатку підписаної кожним членом-засновником, до сплаченого акціонерного капіталу банку буде здійснена в доларах США 7 частинами. Кожен учасник не може збільшити свою частку капіталу без згоди всіх інших чотирьох учасників. Банк дозволить приєднуватися новим членам, але частка капіталу БРІКС не може опускатися нижче 55 %.

### Цілі
Банк прагне сприяти реалізації планів розвитку, розроблених на національному рівні, через проекти, які є соціально, екологічно та економічно сталими. Беручи до уваги це, основні цілі НБР можна підсумувати таким чином
1. Сприяти розвитку інфраструктури та проектів сталого розвитку, які мають значний вплив на розвиток у країнах-членах.
2. Створити розгалужену мережу глобальних партнерств з іншими багатосторонніми установами розвитку та національними банками розвитку.
3. Створіть збалансований портфель проектів, належним чином враховуючи їхнє географічне розташування, потреби у фінансуванні та інші фактори.

## Членство
Угода про Новий банк розвитку набула чинності в липні 2015 року з офіційною декларацією всіх п'яти держав, які її підписали. П'ять членів-засновників Банку включають Бразилію, Росію, Індію, Китай і Південну Африку.
У статуті Банку зазначено, що всі члени ООН можуть бути членами банку, однак частка країн БРІКС ніколи не може бути меншою за 55 % голосів.
Деякі експерти вважають розширення складу НБР вирішальним для його довгострокового розвитку, оскільки воно сприяє зростанню бізнесу банку.
Відповідно до Загальної стратегії банку на 2017—2021 рр. НБР планує поступово розширювати членство, щоб не перенапружувати свою операційну спроможність та здатність приймати рішення.
У вересні 2021 року до НБР приєдналися Бангладеш, Об'єднані Арабські Емірати та Уругвай.
У грудні 2021 року НБР прийняв Єгипет як нового члена.
Алжир офіційно подав заявку на приєднання до Нового банку розвитку БРІКС після візиту президента Алжиру до Китаю.
Потенційні члени включають Алжир, Гондурас і Зімбабве.

## Структура акціонерного капіталу

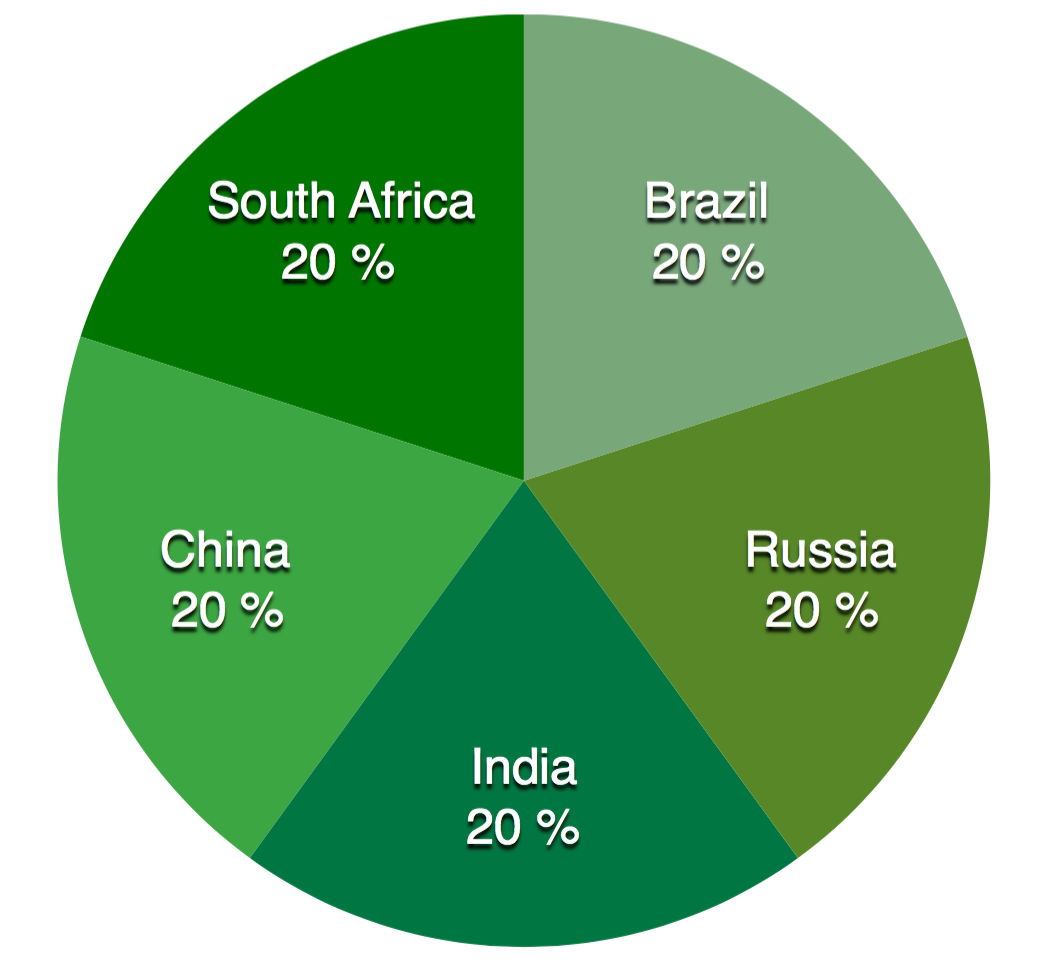
Рівний розподіл акцій між акціонерами-засновниками НДБ

Відповідно до Статуту Нового банку розвитку, початковий статутний капітал банку поділено на 1 млн акцій номінальною вартістю 100 тис. доларів США. Кожен член-засновник банку спочатку підписався на 100 000 акцій на загальну суму 10 мільярдів доларів США, з яких 20 000 акцій відповідають сплаченому капіталу на загальну суму 2 мільярди доларів США, а 80 000 акцій відповідають капіталу, що може бути відкликаний, на загальну суму 8 мільярдів доларів США.
| Країна              | АКЦІЇ (К-СТЬ) Акції підписані | АКЦІЇ (К-СТЬ) Виконувані голоси | ПІДПИСНИЙ КАПІТАЛ Сума (млрд дол. США) | ПІДПИСНИЙ КАПІТАЛ % від загальної суми |
| ------------------- | ----------------------------- | ------------------------------- | -------------------------------------- | -------------------------------------- |
| Бразилія            | 100 000                       | 100 000                         | 10 000                                 | 18,98 %                                |
| Росія               | 100 000                       | 100 000                         | 10 000                                 | 18,98 %                                |
| Індія               | 100 000                       | 100 000                         | 10 000                                 | 18,98 %                                |
| КНР                 | 100 000                       | 100 000                         | 10 000                                 | 18,98 %                                |
| ПАР                 | 100 000                       | 100 000                         | 10 000                                 | 18,98 %                                |
| Бангладеш           | 9420                          | 9420                            | 0,942                                  | 1,79 %                                 |
| Єгипет              | 11 960                        | 11 960                          | 1,196                                  | 2,27 %                                 |
| ОАЕ                 | 5560                          | 5560                            | 0,556                                  | 1,06 %                                 |
| Уругвай             |                               |                                 |                                        |                                        |
| Нерозподілені акції | 473 060                       | 473 060                         | 47,306                                 |                                        |
| Загальна сума       | 1 000 000                     | 1 000 000                       | 100 000                                | 100,00 %                               |

## Діяльність

### Проекти
Відповідно до Генеральної стратегії Банку, стійкий розвиток інфраструктури є основою операційної стратегії НБР на 2017—2021 роки, і Банк присвятить приблизно дві третини фінансових зобов'язань протягом перших п'яти років на цю сферу.
Новий банк розвитку планує надати пріоритет проектам, спрямованим на розвиток відновлюваних джерел енергії. Як зазначили в банку, він хоче співпрацювати з іншими установами у прискоренні розширення «зеленого» фінансування та сприянні захисту навколишнього середовища.

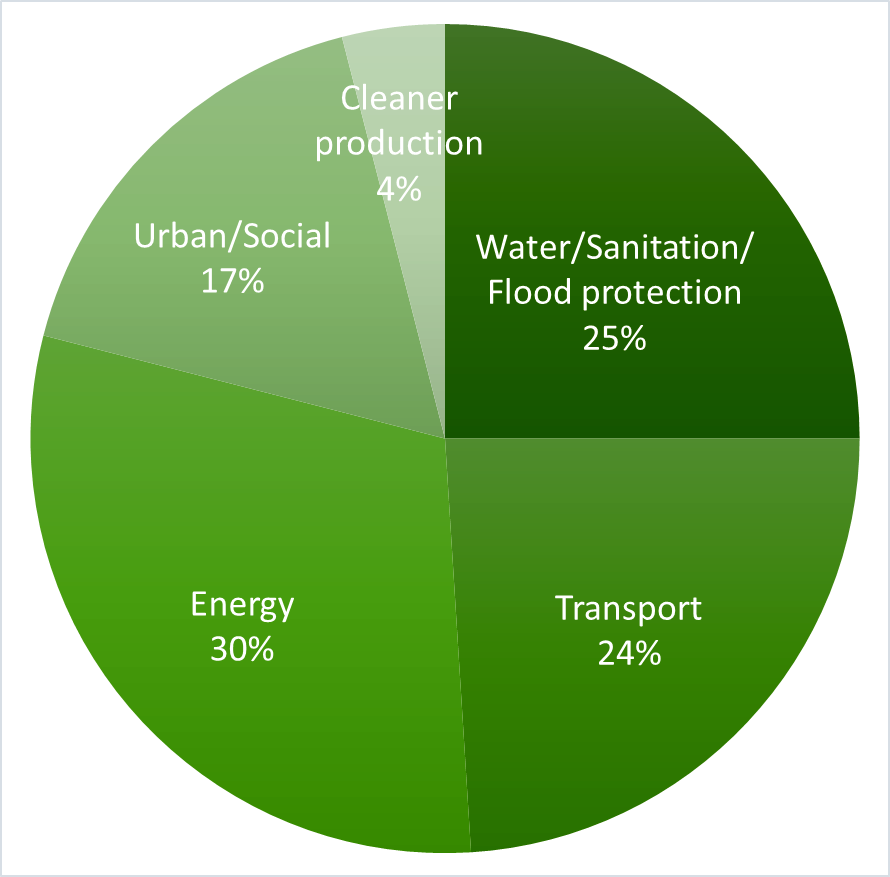
Розподіл затверджених НБР кредитів за секторами (станом на 1 серпня 2018 р.)

НБР висловив зацікавленість у фінансуванні проектів, які відповідають високим екологічним стандартам, у тому числі у сфері інфраструктури, як-от енергетика, залізниці та автомагістралі в майбутньому. Водночас, за словами президента НБР К. В. Камата, однією з ключових стратегій банку буде фінансування прибуткових проектів (bankable) з поверненням капіталу. НБР хоче «фінансувати проекти, які є творчими та приносять користь місцевому населенню та навколишньому середовищу», сказав віце-президент Чжу Сянь.
Керівництво країн-членів ставить перед банком завдання розробити потужний портфель проектів і швидко та гнучко реагувати на прагнення та інтереси своїх членів.
Станом на 6 березня 2019 року Рада директорів НБР схвалила 30 проектів із кредитами на загальну суму прибл. 8 мільярдів доларів США.
Банк розпочав несуверенні операції з позиками, схваленими в Бразилії, Південній Африці та Росії.

### Облігації
У березні 2016 року НБР оголосив, що випустить облігації в Китаї, щоб залучити фінансування на внутрішньому ринку Китаю. Випуск облігацій, ймовірно, відбудеться у другому кварталі 2016 року, заявив віце-президент НБР Леслі Маасдорп. Він додав, що банк починає остаточно визначити точний розмір випуску облігацій.
18 липня 2016 року НБР успішно випустив свої перші «зелені» фінансові облігації з обсягом випуску 3 мільярди юанів, строком на 5 років на внутрішньому ринку міжбанківських облігацій Китаю. Номінальна процентна ставка за облігацією становить 3,07 %. Банк став першою міжнародною фінансовою установою, яка випустила зелені фінансові облігації на ринку оншорних облігацій Китаю. Кошти від облігацій будуть використані для проектів інфраструктури та сталого розвитку в країнах-членах.
У лютому 2019 року банк успішно розмістив облігації, деноміновані в юанях на суму 3 мільярди юанів, на міжбанківському ринку облігацій Китаю, і ціна була нижчою за оголошений діапазон цін.
18 травня 2022 року Новий банк розвитку випустив 3-річні облігації на суму 7 мільярдів юанів на міжбанківському ринку облігацій Китаю (CIMB), що зробило їх найбільшими облігаціями, які будь-коли випускали іноземні емітенти. Він отримав рейтинг емітента (IR) AA+ від S&P і Fitch.

## Відносини з іншими установами

### Підхід
У статуті банку зазначено, що НБР було створено для доповнення існуючих зусиль багатосторонніх і регіональних фінансових установ для глобального зростання та розвитку. Крім того, НБР уповноважений його засновниками співпрацювати в межах свого мандату з іншими міжнародними організаціями, а також національними установами (державними чи приватними), зокрема з міжнародними фінансовими установами та національними банками розвитку.
Президент НБР К. В. Камат наголошує, що банк розглядає інші міжнародні фінансові інституції, зокрема МВФ і Світовий банк, як партнерів, а не суперників.

### Азіатський банк розвитку
У липні 2016 року НБР підписав з Азіатським банком розвитку (ADB) меморандум про взаєморозуміння щодо стратегічної співпраці. Обидві інституції висловили готовність працювати разом шляхом спільного фінансування та обміну знаннями в таких сферах, як проекти сталого розвитку у сфері відновлюваної енергії, енергоефективності, чистого транспорту, сталого управління водними ресурсами та очищення стічних вод.

### Азіатський банк інфраструктурних інвестицій
Хоча деякі аналітики </link> гіпотеза про те, що Азіатський банк інфраструктурних інвестицій (AIIB) і НБР будуть конкурувати між собою, наразі немає доказів конкуренції між цими установами.
Говорячи про відносини з AIIB, представники держав-членів НБР відзначають різницю між державами-членами НБР та AIIB, а також потенціал для доповнення у спільній роботі для задоволення потреб розвитку та інфраструктури.
За словами представника керівництва банку, НДБ і АБІБ багато в чому є спорідненими установами. Ці два банки мають доповнюючі повноваження та різні географічні напрямки, при цьому НБР більше зосереджений на країнах БРІКС. У той же час, мандати НБР та AIIB певним чином збігаються, оскільки обидва вони спрямовані на розвиток інфраструктури та приділяють особливу увагу сталому розвитку. Однак через той факт, що поточні моделі фінансування та інвестування є неадекватними для задоволення інвестиційних потреб, є «простір для новачків», сказав він.
У лютому 2016 року президент НБР відкинув занепокоєння щодо збігу інтересів підтримуваного Китаєм AIIB і НБР.

### Світовий банк
Згідно з повідомленнями ЗМІ, інші багатосторонні організації розвитку, включаючи Групу Світового банку (WBG), висловили намір співпрацювати з НБР.
Президент НБР К. В. Камат наголошує, що банк розглядає інші міжнародні фінансові інституції, зокрема МВФ і Світовий банк, як партнерів, а не суперників.

## Угоди про партнерство та співпрацю

### Багатосторонні банки розвитку
- Світовий банк
- Міжамериканський банк розвитку (МБР)
- Фінансовий фонд розвитку басейну річки Плейт (FONPLATA)
- Європейський банк реконструкції та розвитку (ЄБРР)
- Азіатський банк інфраструктурних інвестицій (AIIB)
- Карибський банк розвитку (CDB)
- Євразійський банк розвитку (ЄАБР)
- Міжнародний інвестиційний банк (МІБ)
- Банк розвитку Латинської Америки та Карибського басейну (CAF)
- Азіатський банк розвитку (АБР)
- Ісламський банк розвитку (ISDB)
- Європейський інвестиційний банк (ЄІБ)

### Національні банки розвитку
- Банк розвитку Південної Африки (DBSA)
- Банк сільськогосподарського розвитку Китаю (ADBC)
- Ексімбанк Китаю
- Банк розвитку Китаю (CDB)
- Бразильський національний банк економічного та соціального розвитку (BNDES)

## Рецепція

Логотип НБР у штаб-квартирі банку в Шанхаї

### Видатні вчені
У липні 2014 року лауреат Нобелівської премії з економіки Джозеф Стігліц сказав, що НБР знаменує собою "фундаментальну зміну глобальної економічної та політичної влади ". На його думку, "у існуючих інституцій просто не вистачає ресурсів ".
Згідно з аналізом академіка Суйшен Чжао, роль Китаю у створенні НБД є «символічним жестом для створення свого роду клону МВФ, незначно спрямованого на зміну міжнародної фінансової архітектури, де домінує Захід».

### Офіційні особи
Прем'єр-міністр Китаю Лі Кецян назвав відкриття НБР «важливим кроком вперед» у співпраці країн БРІКС. "Це великий прогрес у фінансовій співпраці між країнами, що розвиваються, і економіками, що розвиваються, а також корисне доповнення до глобальної фінансової системи ", — сказав Лі Кецян під час зустрічі з К. В. Каматом у Пекіні в липні 2015 року
Міністр фінансів Китаю Лу Цзівей заявив, що створення НБР і AIIB під керівництвом Пекіна спонукатиме існуючі багатосторонні установи працювати краще. На прес-конференції за підсумками зустрічі міністрів фінансів і керівників центральних банків G20 у Шанхаї він додав, що Новий банк розвитку може сприяти підвищенню сукупного світового попиту.

### Банкіри
8 липня 2015 року генеральний директор ВТБ Андрій Костін заявив, що НБР «важливий, оскільки це перша установа, створена країнами БРІКС». «Насправді ми говоримо про інституціоналізацію процесу БРІКС, і це, на мою думку, дуже важливо. Це постійний робочий інструмент, який працюватиме щодня і який буде в центрі співпраці БРІКС», — додав він.
За словами колишнього губернатора Резервного банку Індії Рагурама Раджана, НБР «є результатом співпраці між усіма країнами БРІКС». «Ми вже досягли угоди щодо резерву на випадок непередбачених обставин (CRA). Це друга справа. Давайте подивимося, як вона розвиватиметься. У неї закладено багато надій щодо більшої співпраці (між) країнами БРІКС», — сказав він журналістам у лютому 2016 року

## Логотип і айдентика

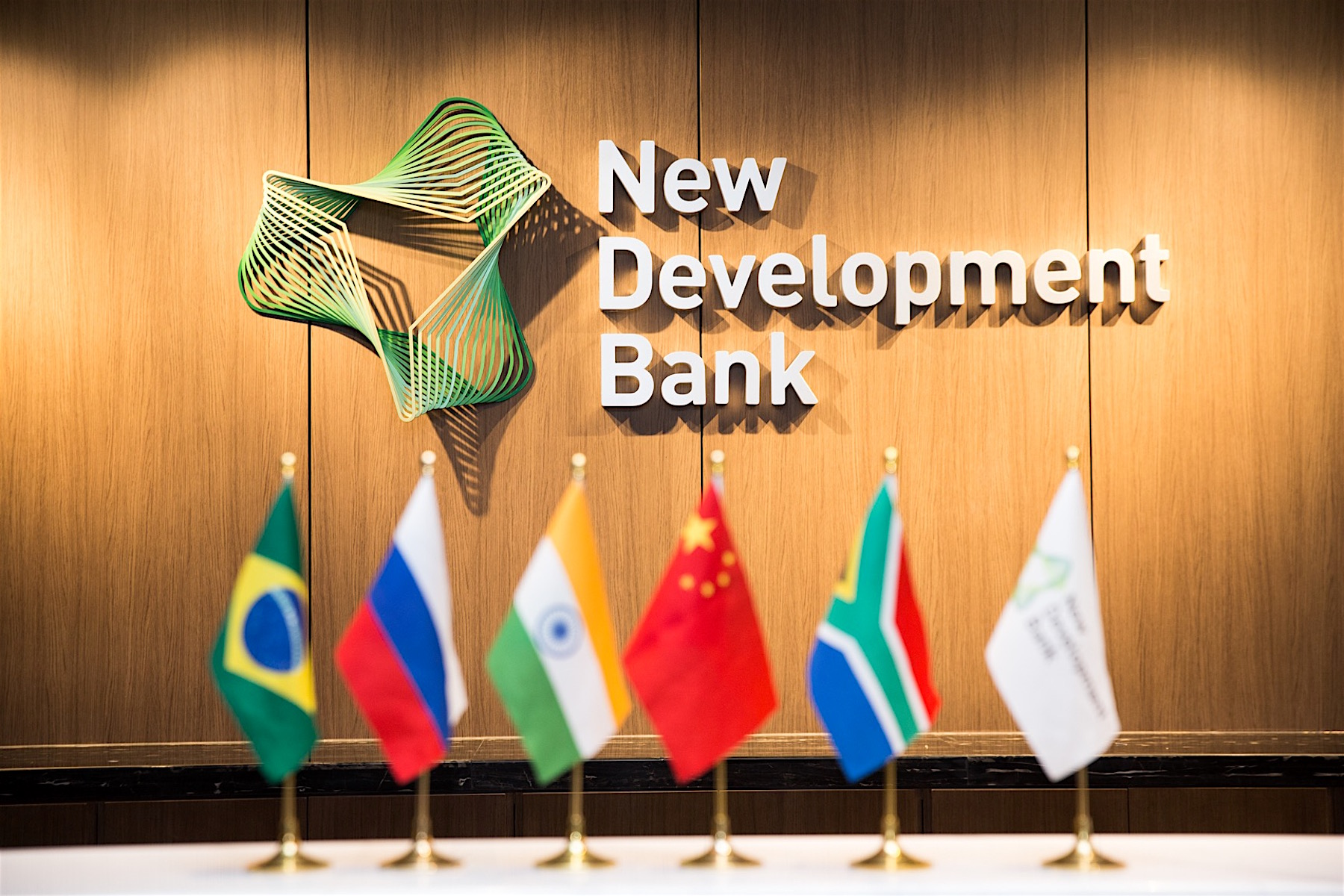
Логотип НБР у штаб-квартирі банку в Шанхаї

Логотип Нового банку розвитку запозичений з математичної концепції стрічки Мебіуса, що символізує ідею безперервної трансформації. Його природа полягає не в тому, щоб руйнувати, а стимулювати зміни в існуючій системі зсередини.
Логотип складається з трикутника, що рухається на одному кінці, що означає збалансовану еволюцію. Інший кінець, що рухається в протилежному напрямку, є пропелером, який символізує швидкість і динамічність. Ці дві сутності утримуються разом каркасом, скелетною основою інфраструктури. Логотип зображено в градієнті зеленого кольору, який символізує сталість. Цей постійний рух символізує цінності, за якими прагне жити банк — гнучкість, інновації та постійні трансформації.

## Список президентів Нового банку розвитку
|             | Портрет | Ім'я                | термін                                | Національність | Фон | Примітки                                                          |
| ----------- | ------- | ------------------- | ------------------------------------- | -------------- | --- | ----------------------------------------------------------------- |
| 1           |         | K.V. Kamath         | 11 травня 2015 — 27 травня 2020       | Індія          | MBA в Індійському інституті менеджменту, Ахмедабад; колишній голова Infosys Limited; колишній невиконавчий голова ICICI Bank                                                                 | Перший президент Нового банку розвитку                            |
| 2           |         | Marcos Prado Troyjo | 27 травня 2020 р. — 24 березня 2023 р | Бразилія       | Дипломат, економіст і соціолог; Засновник і директор BRICLab в Колумбійському університеті; колишній заступник міністра економіки з питань зовнішньої торгівлі та міжнародних справ Бразилії | Перший бразилець, який очолив установу багатостороннього розвитку |
| 3           |         | Ділма Русеф         | 24.03.2023 — по теперішній час        | Бразилія       | Економіст Федерального університету Ріо-Гранді-ду-Сул; колишній президент Бразилії; колишній керівник апарату президента Бразилії; колишній міністр шахт і енергетики Бразилії.              | Перша жінка, яка очолила Новий банк розвитку                      |
| Література: |         |                     |                                       |                | |                                                                   |